# Џон Макбрајд
Џон Ендру Мекбрајд (енгл. Jon Andrew McBride; Чарлстон, 14. август 1943 — 7. август 2024) био је амерички пилот, ваздухопловни инжењер и астронаут. Изабран је за астронаута 1978. године. Једини је до сада астронаут из Западне Вирџиније.
Пре него што је изабран за астронаута, летео је као борбени пилот на F-4 фантому током Вијетнамског рата у Америчкој ратној морнарици, којој се придружио 1965. године. Учествовао је у 64 борбене мисије. Кад се рат завршио, окончао је елитну школу за пробне пилоте при Ратном ваздухопловству САД (иако официр Морнарице) у ваздухопловној бази Едвардс, Калифорнија, и као пробни пилот је и селектован од стране НАСА 1978. године.
У свемир је летео једном, као пилот СТС-41-Г мисије, мада је требало да командује мисијом СТС-61-Е, али је она отказана услед несреће на Челенџеру. Провео је 8 дана у свемиру.
Током каријере је забележио преко 8.800 часова лета, од чега 4.700 на млазњацима и преко 600 слетања на носач авиона.
По завршетку средње школе 1960. године у Беклију, студирао је на Универзитету Западне Вирџиније, али није дипломирао. Ипак, факултетску диплому стиче 1971. из области ваздухопловне технике на Морнаричкој постдипломској школи. Постдипломске студије из области менаџмента људских ресурса похађао је на Пепердајн Универзитету. Мекбрајд је у младости био члан Младих извиђача САД и имао је чин Cub Scout.
Из Морнарице се пензионисао у чину капетана, а такође је напустио и НАСА-у, 12. маја 1989. године, иако је био постављен за команданта мисије СТС-35. Отиснуо се у приватни сектор и радио је за компанију Flying Eagle Corporation, где је био председник и извршни директор. Касније је био и председник Савета грађевинских радника Западне Вирџиније. Године 1996. био је републикански кандидат за гувернера Западне Вирџиније, али је изгубио.
Од 2008. године, када је формално отишао у пензију, повукао се у близину града Коко и био је активан у програму дружења, Ручак са астронаутом, у Свемирском центру Кенеди. Био је члан неколико кућа славних и носилац бројних друштвених признања, цивилних и војних одликовања. Ожењен је и имао је четворо деце.

## Галерија
- Џон Мекбрајд (доле лево) са групом од 35 нових астронаута, 1978. године
- Џон Мекбрајд (доле лево) са посадом, 1984. године
- Посада СТС-41-Г (Мекбрајд доле лево) током мисије, 1984. године
- Џон Мекбрајд (доле, у средини) као командант мисије СТС-61-Е која никад није полетела, 1986. године
- Џон Мекбрајд на меморијалној служби Џону Глену, 2016. године